# 宇津木町
宇津木町（うつきまち）は東京都八王子市の町名。丁番を持たない単独町名であり、住居表示未実施区域。郵便番号は192-0024（八王子郵便局管区）。

## 地理
東に石川町、西に左入町と尾崎町、東と南に大谷町、北に久保山町と丸山町が隣接している。

## 歴史

### 地名の由来
船木田荘の郷名が由来。南北朝時代には既に名前を確認できる。

### 沿革
- 1878年（明治11年）11月18日 - 郡区町村編制法の神奈川県での施行により南多摩郡が発足。
- 1889年（明治22年）4月1日 - 町村制施行により、神奈川県南多摩郡内、宇津木村を含む7村が合併して小宮村が成立し、旧宇津木村域は同村の大字宇津木となる。
- 1893年（明治26年）4月1日 - 南多摩郡が東京府へ編入される。
- 1934年（昭和9年）10月1日 - 小宮村が町制施行し小宮町となる。
- 1941年（昭和16年）10月1日 - 小宮町が八王子市へ編入される。
- 1981年（昭和56年） - 新市街地整備を目的とした宇津木台土地区画整理事業が事業決定[5]。
- 1988年（昭和63年）6月1日 - 宇津木台土地区画整理事業により誕生した八王子パークヒル宇津木台の地域が久保山町として分離[5]。

## 世帯数と人口
2023年（令和5年）10月31日現在の世帯数と人口は以下の通りである。
| 町丁     | 世帯数    | 人口    |
| -------- | --------- | ------- |
| 宇津木町 | 1,495世帯 | 3,338人 |

## 小・中学校の学区
市立小・中学校に通う場合、学区は以下の通りとなる。
| 番地                              | 小学校                   | 中学校               |
| --------------------------------- | ------------------------ | -------------------- |
| 1～235番地 281～339番地 389番地～ | 八王子市立宇津木台小学校 | 八王子市立石川中学校 |
| 236～280番地 340～388番地         | 八王子市立第八小学校     | 八王子市立第一中学校 |

## 交通

### 鉄道
町域内に駅は存在しない。最寄り駅はJR小宮駅である。八王子駅から小宮駅、日野駅を経て甲州街道駅までを結ぶ多摩都市モノレール線が町域内を通過する構想があるが、具体化されていない。

### 道路
- 中央自動車道：八王子インターチェンジのうち、八王子本線料金所の部分が町域内となる。
- 国道16号(東京環状)：宇津木町北西側を南北に通過する。
- 国道16号(八王子バイパス)：宇津木町中心部を東西に通過する。

## 施設
商業
- 中日本高速道路八王子支社
- ガスト八王子宇津木店
- ファミリーマート八王子バイパス店

公園など
- 青空公園